# فريد ويلارد
جون فريدريك «فريد» ويلارد (بالإنجليزية: John Frederick "Fred" Willard)‏ (مواليد 18 سبتمبر 1933) هو كوميدي أمريكي وممثل اشتهر بالمهارات الكوميديا المرتجلة.

## ألأعمال
- ترانسفورمرز أنيميتد - سويندل
- الحب المدمر - بين تايلور
- خمسون ظل لبلاك - غاري بلاك

## روابط خارجية
- فريد ويلارد على موقع IMDb (الإنجليزية)
- فريد ويلارد على موقع روتن توميتوز (الإنجليزية)
- فريد ويلارد على موقع ألو سيني (الفرنسية)
- فريد ويلارد على موقع ميوزك برينز (الإنجليزية)
- فريد ويلارد على موقع أول موفي (الإنجليزية)
- فريد ويلارد على موقع قاعدة بيانات الأفلام السويدية (السويدية)
- فريد ويلارد على موقع إن إن دي بي (الإنجليزية)
- فريد ويلارد على موقع ديسكوغز (الإنجليزية)
- فريد ويلارد على موقع قاعدة بيانات الفيلم (الإنجليزية)
- فريد ويلارد على موقع كينوبويسك (الروسية)